# Hexagrammia longitestis
Hexagrammia longitestis är en plattmaskart. Hexagrammia longitestis ingår i släktet Hexagrammia och familjen Fellodistomatidae. Inga underarter finns listade i Catalogue of Life.